# Torreblanca (Sevilla)
El barrio de Torreblanca de Sevilla, llamado originalmente Torreblanca de los Caños, está ubicado al este de la ciudad en la periferia. Es atravesado de este a oeste por la autovía A-92, carretera hacia la provincia de Málaga, y de norte a sur por el Canal del Bajo Guadalquivir. Limita con los términos municipales de La Rinconada, Carmona y Alcalá de Guadaíra. 
Aunque han existido asentamientos en la zona desde hace mucho tiempo, es a partir de la década de 1940 cuando empieza a conformarse un barrio de casas adosadas de autocostrucción a partir de la parcelación de la Hacienda del Rosario, que en los años 60 fue ampliado con casas y bloques de pisos promovidos por el cardenal Bueno Monreal a través del Patronato de Casas Baratas.
Los primeros pobladores del barrio eran trabajadores y campesinos en su mayoría procedentes de zonas rurales a los que se unieron familias de presos políticos que trabajaron en la construcción del canal.
Actualmente Torreblanca es un barrio moderno con una estética entre rural y urbana. Posee un buen conjunto de infraestructuras y servicios entre los que destacan un centro cívico con un gran salón de actos, biblioteca y salas para actividades, un centro de salud, centros de enseñanza de primaria y secundaria e instalaciones deportivas. Hay 2 parroquias: la del Inmaculado Corazón de María y la de San Antonio de Padua.
Existe un gran número de asociaciones de vecinos, de mujeres, de padres de alumnos, culturales, deportivas, religiosas y de todo tipo. Entre ellas se encuentran 2 hermandades: la Hermandad del Inmaculado Corazón de María y la Hermandad de los Dolores. Hay 3 clubes de fútbol: Torreblanca C.F., C.D. Diablos Rojos y San Antonio C.S.

## Semana Santa en Torreblanca
El Sábado de Pasión la Hermandad de los Dolores realiza estación de penitencia por las calles del barrio hacia la vecina Parroquia del Inmaculado Corazón de María. 
La Hermandad, tiene sus orígenes a finales de los años 80, ss en esa fecha cuando puede datarse el origen de nuestra Corporación, que con la llegada de D. Antonio Olmo Civanto, S.J. a la Comunidad Jesuita de Torreblanca, recupera la salida procesional de San Antonio de Padua creando la Asociación de Fieles para rendirle culto al Santo de Padua y al Santísimo Nombre de Jesús.
Desde entonces la Imagen de San Antonio de Padua viene saliendo en procesión cada mes de junio por las calles de la feligresía, ampliando su itinerario en el año 1992 para visitar la vecina parroquia del Inmaculado Corazón de María.
También en 1992 se recuperan los cultos y procesión en honor al Santísimo Sacramento como en tiempos se celebraban en la recién erigida parroquia, siendo aquel primer templete realizado con flores para albergar la custodia con el Santísimo Sacramento, portado por los costaleros en el paso del Santo. 
En 1988 se bendice la imagen de María Santísima de los Dolores, que sale por primera vez el 17 de marzo de 1989, Viernes de Dolores, en un Vía-Lucís por las calles de la feligresía. Posteriormente, el Viernes de Dolores día 22 de marzo de 1991, es cuando realiza su procesión penitencial bajo palio.
En septiembre de 1991 se encarga a Jesús Méndez Lastrucci la hechura de la imagen del Señor Cautivo, que es bendecida el domingo 1 de marzo de 1992, después de haberse expuesto en la sede de la Cruz de Mayo durante dos semanas. Finalizando aquel primer quinario se tiene la procesión el sábado 7 de marzo, cerrando en cabildo conjunto el proceso de fusión el día 1 de abril, levantando acta del acuerdo entre la Asociación de la Cruz de Mayo y la Agrupación Parroquial, saliendo una nueva junta de la ya oficiosamente titulada Pro-Hermandad.
El 19 de abril de 1994, se recibe el Decreto de Erección Canónica que SER el Sr. Arzobispo de Sevilla, Fray Carlos Amigo Vallejo, O.F.M., hoy Cardenal Emérito, firma instituyendo a la Hermandad con el título de Humilde y Fervorosa Hermandad Sacramental del Santísimo Nombre de Jesús y Cofradía de Nazarenos de Nuestro Padre Jesús Cautivo, María Santísima de los Dolores y San Antonio de Padua. El presidente del Consejo era por aquellos entonces D. Antonio Ríos Ramos y por primera vez en la historia contemporánea de las Hermandades y Cofradías de Sevilla se erige una Corporación que realiza su Estación de Penitencia a otro templo cercano a su sede canónica en vez de a la Santa, Metropolitana y Patriarcal Iglesia Catedral de Sevilla.
El vía crucis  de las Hermandades y Cofradías de la Ciudad de Sevilla, 17 de febrero de 2013, convocado por la archidiócesis de Sevilla con motivo del Año de la Fe, se  organizó a semejanza del Vía Crucis de la JMJ de Madrid de 2011 que presidió el papa Benedicto XVI. El Consejo General de Hermandades y Cofradías se encargó de elegir a las imágenes titulares de las Hermandades que representarían las distintas Estaciones siguiendo el modelo de su Santidad Juan Pablo II, debiendo estas ser trasladadas hasta la Catedral de Sevilla para realizar el ejercicio del vía crucis. Nuestra Hermandad fue elegida para representar la quinta Estación.
Dado el sucesivo apoyo a la concienciación y organización de donaciones de sangre en nuestra Hermandad, el Excmo. Ayuntamiento de Sevilla acueerda en el Pleno Extraordinario celebrado el 20 de mayo de 2016, distinguir a nuestra Hermandad con la Medalla de la Ciudad de Sevilla. Después de haber sido recibida en el acto celebrado al efecto en el Teatro Lope de Vega, la medalla le fue colocada a nuestra Madre Bendita de los Dolores en la Función Solemne del domingo 18 de septiembre de ese año.
En octubre de 2017 el Consejo General de HH. y CC. designa a la imagen de Nuestro Padre Jesús Cautivo ante Pilato para presidir el vía crucis de las Hermandades y Cofradías de Sevilla celebrado en la S.I. Catedral el 19 de febrero de 2018. Nuevamente la iglesia de Santa Marina acoge a la Hermandad que se traslada hasta allí para organizar el cortejo que llevó a nuestro Amantísimo Titular a la SIMyP Catedral de Sevilla.
Ese primer lunes de la Cuaresma del año 2018 será recordado a buen seguro por la Ciudad y muy especialmente por todos los hermanos de nuestra Corporación, y por los vecinos de nuestro barrio de Torreblanca, que participaron en una jornada muy emotiva en la que se vivieron momentos inolvidables para todos.
La Hermandad realiza la Estación de Penitencia en la tarde-noche del Sábado de Pasión a la vecina Parroquia del Inmaculado Corazón de María, el hábito nazareno consta de túnica y antifaz morados, con botonadura y capa blancas. A la cintura cordón blanco finalizando en dos borlas que caen sobre el lado izquierdo. En el antifaz a la altura del pecho lleva el escudo con el anagrama de los Dolores de María. En el lado izquierdo de la capa lleva el escudo de la Hermandad. Viste calcetines blancos y zapatos negros, pudiendo llevar sólo calcetines o ir descalzos. Las manos van cubiertas con guantes blancos.
La procesión Eucarística tiene lugar en la mañana del último domingo del mes de mayo. Patrocinada y gestionado el cortejo por la Hermandad, está organizada por ambas parroquias. En ella participan los niños que en ese año han realizado la Primera Comunión, catequistas, hermanos y otros fieles con cirio. Los hermanos que salen en esta procesión visten traje oscuro, guardando el debido respeto al Santísimo Sacramento.
Durante el recorrido los niños cantan canciones y arrojan pétalos de flores para que Jesús Sacramentado pase sobre ellos. Igualmente se instalan altares que glorifican al Señor.
Para esta Procesión del Corpus la Hermandad ha usado en años distintos las andas procesionales de San Antonio de Padua y el antiguo de María Santísima de los Dolores. 
La Procesión de San Antonio de Padua, tiene lugar en la tarde-noche del sábado más cercano a su festividad, el 13 de junio.
Es la procesión de Gloria de Sevilla que tiene el horario que más sobrepasa la frontera de la media noche, fijándose su entrada alrededor de las 2.00 de la madrugada. A pesar del horario, la imagen de San Antonio se encuentra en todo momento rodeada del fervor de su barrio que llena la Parroquia para contemplar la entrada de la procesión del Patrón de Torreblanca.
Las cuadrillas de hermanos costaleros de la Hermandad, tanto los del  Señor Cautivo como los de la Virgen de los Dolores, alternan su participación cada año en el Corpus y San Antonio de Padua, de este modo todos ellos tienen la ocasión de portar a ambos titulares.
La procesión de Gloria, visita la vecina Parroquia del Inmaculado Corazón de María, que junto al Convento de las Hermanas de la Cruz y el paso por la calle Torrescárcelas, son puntos álgidos del recorrido.
En los últimos años se está realizando una gran labor por parte de la Hermandad para recuperar los adornos de las calles más cercanas a la Parroquia, para engrandecer aún más el cortejo procesional del Santo.

## Romería de Torreblanca

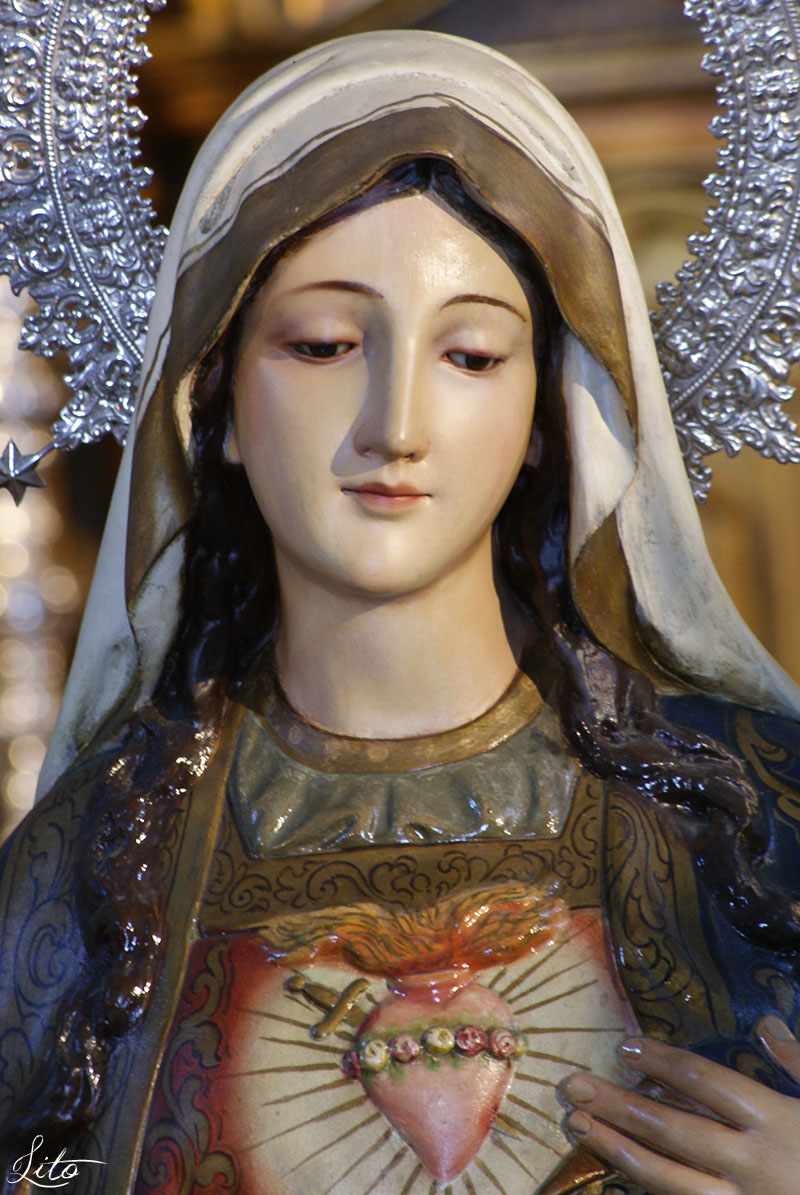
Inmaculado Corazón de María

Desde 1958, la Hermandad del Inmaculado Corazón de María celebra una popular romería en honor de su titular el último domingo de septiembre. La celebración de la romería ha cambiado varias veces de lugar. Comenzó en la Hacienda de Guzmán, pasó a Torrepalma y actualmente tiene lugar en el eucaliptal situado en la carretera de la Nueva Torre de Control del Aeropuerto de Sevilla.
En ella participa un gran número de hermanos, vecinos y visitantes. Asisten gran número de caballistas, carrozas y carros. Las mujeres visten coloridos trajes de gitana. 
La romería da comienzo a las 7.30 de la mañana con la Misa de Romeros y concluye pasada la media noche. La hermandad porta en carreta tirada por bueyes el Simpecado de la Virgen bendecido en 1990 por el Cardenal Fray Carlos Amigo Vallejo que sustituyera al de 1958, realizado por Carrasquilla. 
Momentos destacados son la llegada a la Parroquia de San Antonio de Padua, la salida del barrio, la vuelta por la calle Torre del Campo con el tradicional caldo de las Carmona y la entrada del Simpecado en la parroquia.
Hermandad del Inmaculado Corazón de María

## Otros eventos
- Cabalgata de Reyes Magos el 6 de enero organizada por asociaciones del barrio.
- Procesión del Corpus Christi en el mes de mayo organizada por la Hermandad de los Dolores en la que los niños que hicieron la primera comunión acompañan al Cuerpo de Cristo desde la Parroquia de San Antonio de Padua a la del Inmaculado Corazón de María.
- Velá de Torreblanca en mayo organizada por el distrito Este-Alcosa-Torreblanca y asociaciones del barrio.
- Procesión de San Antonio de Padua en el mes de junio organizada por la Hermandad de los Dolores.
- Procesión del Inmaculado Corazón de María en el mes de junio organizada por la Hermandad del Inmaculado Corazón de María.
- Procesión de San Francisco Javier en el mes de diciembre organizada por la Asociación de Fieles de San Francisco Javier y María Santísima del Silencio.
- Procesión de María Santísima del Silencio en el mes de mayo organizada por la Asociación de Fieles de San Francisco Javier y María Santísima del Silencio.